# 辛塔·劳拉
歆妲·蘿拉（德語：Cinta Laura，1993年8月17日—）是一位居住在印度尼西亞的德國女演員、歌手、模特兒。
2019年，她被印度尼西亞女權和兒童保護部任命為反暴力侵害婦女和兒童大使。

## 早年生活和教育
蘿拉在沙烏地阿拉伯、馬來西亞、新加坡、德國和印度尼西亞等多個國家長大。12歲移居印度尼西亞後，蘿拉成為印度尼西亞國家游泳運動員，在各種游泳比賽中獲得10枚金牌、7枚銀牌和7枚銅牌。
蘿拉就讀於紐約哥倫比亞大學。她是哥倫比亞大學心理學系赫伯特·泰瑞斯教授的助教。在哥倫比亞大學期間，她加入了聯誼會Kappa Alpha Theta。蘿拉於2014年5月以優異成績從大學畢業。畢業後，她移居洛杉磯，在好萊塢追求演藝事業，並與Netflix和Grindstone娛樂集團簽約。

## 外部連結
- 官方網站
- 辛塔·劳拉在互联网电影资料库（IMDb）上的資料（英文）
- 辛塔·劳拉的Instagram帳戶
- 辛塔·劳拉的X（前Twitter）